# کمیته المپیک فلسطین
کمیته المپیک فلسطین (عربی: اللجنة الأولمبية الفلسطينية) یک سازمان ورزشی است که نماینده کشور فلسطین در کمیته بین‌المللی المپیک می‌باشد.
این سازمان که در سال ۱۹۹۵ به رسمیت شناخته شده‌است مسئول آماده‌سازی و اعزام ورزشکاران به بازی‌های المپیک، بازی‌های المپیک جوانان و بازی‌های آسیایی است.